# 抗争事件
抗争事件（こうそうじけん）は、暴力団、政治団体など同一業界に於ける勢力争いをいう。主に暴力団組織同士が話し合いではなく暴力で相手組織に対して攻撃や報復を繰り返す反社会的事件を指す場合が多い。左翼政治団体同士の暴力による争いは一般に内ゲバと呼ばれる。ただしこれらは現代の日本社会における語の社会的・法的意味であり、たとえば歴史的には戦前の軍による政治的テロ、外国でのクーデター等は含まれない。

## 特徴
暴力団組織同士では、武器として、主に拳銃や刀、手榴弾、ダイナマイトなどの爆発物などを使用する。抗争用の拳銃の主な入手方法は、海外からの密輸入に依存している。裏社会で売買される拳銃の大半は、米国、フィリピン、欧州、ロシア、中国、ブラジルの各製造国に上がる。その他では、モデルガン改造銃や旧日本軍の旧式銃などが該当する。
近年、「銃1丁は組員10人に匹敵する戦力」「組員1人に銃1丁」として、拳銃に加えて、より殺傷力の大きい散弾銃、自動小銃等の銃器や、手榴弾、ダイナマイト等の爆発物、火炎瓶、催涙ガス等がみられ、暴力団の武装化が一段と進展していることがうかがわれる。これらの武器は、フィリピン、米国等の諸国から貨物等に隠匿されて密輸入されたり、国内で密造や改造されたりしているものであり、暴力団の間で拳銃1丁は数十万円で売買されている。暴力団の武器庫から連射可能である強力な銃器が押収されたケースもあるが、それらを使用した際の重い刑罰（使用で無期懲役、射殺した場合死刑という判例がある）もあり、拳銃が使われることが圧倒的に多い。沖縄の抗争事件ではM16自動小銃やイングラムM10短機関銃が使用されたことがあるが、地方によっては学生運動のように投石や火炎瓶が使われるところもある。近年は下記の理由で組員の出頭をさせないことが多くなっており、2006年には福岡県で改良型カラシニコフ自動小銃（AK74）を使用した事務所襲撃、2009年にも同県で改造サブマシンガンによる事務所襲撃が行われるなど、強力な銃器を使用する例も出てきている。また銃刀法違反や発射罪といった重い刑罰から逃れるため、トラックやクレーン等の大型車両を組事務所へ突入させる事例も増加している。
拳銃に関しては戦後は進駐軍が横流しをしたと思われるM1911コルトガバメント、70～80年代はフィリピン製の「CRS拳銃」と呼ばれる密造拳銃が多く流通していた。「CRS」とはコルト（C）、レミントン（R）、スミス&ウェッソン（S）などの有名メーカーを模造した拳銃という意味で、粗雑なものが多く、銃身が破裂して負傷するなどの事故も起きていた。90年代は中国製のトカレフ型拳銃である「54式手槍」が、00年以降はロシア製のマカロフ拳銃が押収される代表的な拳銃となっている。スミス&ウェッソン製の回転式拳銃は戦後から現在に至るまで多く流通している。また近年はブラジルのメーカーであるタウラス社製の回転式拳銃の押収量が増加している。
一般市民や警察官が抗争事件の巻き添えで死傷することも多い。敵対組員と誤認されるケースが大半だが、宅見勝若頭射殺事件や前橋スナック乱射事件のように流れ弾による死傷も起きている。
かつては抗争事件の犯人の多くは、替え玉も含めて警察に自首するなどして逮捕されてきたが、現在では暴対法の厳罰化により抗争事件で市民や警察官に危害が加わると警察が強烈な締め付けを行うため、抗争が起こると速やかに手打ちを行うこともあり、抗争事件の検挙率は低下している。また警察発表では内部抗争は抗争事件と見なされないため、実際に発生した抗争件数と警察発表との間に差が見られることがある。

## 主な抗争事件（暴力団同士の抗争に限定）

### 20世紀
- 1922年12月30日～1923年1月末、大和民労会と大日本国粋会の抗争事件 - 大和民労会 × 大日本国粋会
- 1939年11月中旬、関根組と堀井一家の抗争事件 - 関根組 × 堀井一家
- 1946年11月10日～1953年、広島市における第1次広島抗争- 岡組 × 村上組
- 1946年8月15日～1952年6月、呉市における第1次広島抗争- 山村組、小原組、桑原組 × 土岡組、及び山村組の内部抗争
- 1948年6月23日、五所川原抗争事件
- 1956年7月12日～1957年10月24日、小松島抗争 - 三代目山口組 × 本多会（平井組、福田組）
- 1957年3月～4月、別府抗争 - 三代目山口組 × 井田組、本多会
- 1958年12月、急行高千穂号事件 - 三代目山口組 石井組 × 大長組
- 1959年8月31日、ブルースカイ事件 - 三代目山口組 × 稲川組（後の稲川会）
- 1960年8月、明友会事件 - 三代目山口組 × 明友会
- 1961年9月～、第1次沖縄抗争 - コザ派 × 那覇派
- 1961年10月～1963年1月、鳥取抗争 - 三代目山口組 × 本多会系
- 1962年1月～3月、博多事件（夜桜銀次事件） - 三代目山口組 × 九州の諸組織（宮本組、大島一家など）
- 1962年9月16日～1962年9月18日、稲川組と芳浜会の抗争事件 - 稲川組（後の稲川会） × 芳浜会
- 1962年10月9日～、甲府戦争 - 鶴政会（後の稲川会） × 加賀美一家
- 1962年12月14日～1962年12月末、岐阜抗争 - 三代目山口組 × 鶴政会（後の稲川会）
- 1963年3月、4月、グランドパレス事件 - 三代目山口組 × 錦政会（後の稲川会）
- 1963年4月～1967年8月、広島代理戦争（第二次広島抗争）- 打越会、美能組、小原組 × 山村組、山口（英）組
- 1963年11月～12月、紫川事件 - 工藤組 × 三代目山口組
- 1964年6月、第1次松山抗争 - 三代目山口組 矢嶋組 × 郷田会
- 1970年11月～1972年5月、第3次広島抗争 - 三代目共政会主流派、浅野組 × 三代目共政会非主流派、俠道会
- 1973年～1981年7月、第4次沖縄抗争
- 1975年7月～1978年11月、大阪戦争 - 三代目山口組 × 二代目松田組
- 1977年8月～10月、第2次松山抗争 - 三代目山口組 加茂田組 木村組 × 兵藤会
- 1980年5月～1981年3月、姫路事件 - 三代目山口組 竹中組 × 二代目・三代目木下会
- 1982年1月～5月、高松戦争 - 三代目山口組 若林組 × 親和会
- 1982年10月、洲本抗争 - 三代目山口組 細田組 × 大嶋組
- 1983年2月～4月、新大阪戦争 - 酒梅組×東組
- 1984年5月、新高松戦争 - 三代目山口組 小田秀組 四代目中津川組 × 親和会
- 1984年8月5日～1989年3月、山一抗争 - 四代目山口組 × 一和会
- 1985年1月、天理抗争 - 四代目山口組 黒誠会 × 三代目会津小鉄会
- 1985年8月1日～1986年1月15日、北見抗争 - 一和会 × 稲川会
- 1986年12月～1987年2月、山道抗争 - 四代目山口組の稲葉一家と伊豆組 × 道仁会
- 1987年4月～10月、泉州抗争 - 四代目山口組 杉組他 × 東組
- 1989年7月～1993年8月、山竹抗争 - 五代目山口組 × 竹中組
- 1989年9月27日、札幌抗争 - 五代目山口組 × 二代目稲川会
- 1989年11月～12月、みちのく抗争 - 五代目山口組 × 極東関口一家
- 1990年1月～1992年7月、佐藤会分裂抗争 - 極東会 佐藤会 × 佐藤会脱会派
- 1990年1月、札幌事件 - 五代目山口組 × 共政会
- 1990年2月、八王子事件 - 五代目 山口組 × 二率会
- 1990年6月～12月、山波抗争 - 五代目 山口組 × 波谷組
- 1991年1月、名古屋抗争 - 五代目山口組 弘道会 × 運命共同会 鉄心会
- 1993年7月、山極抗争 - 五代目山口組 三代目山健組 × 極東会

### 21世紀
- 2003年4月～6月、北関東抗争 - 五代目山口組 弘道会 × 住吉会 住吉一家 親和会
- 2004年2月、山健組対飯島会抗争 - 五代目山口組 三代目山健組 × 飯島会
- 2006年～2013年6月、道仁会 × 九州誠道会
- 2007年2月、小林会幹部射殺事件 - 六代目山口組 國粹会 × 住吉会 住吉一家 小林会
- 2008年3月（「西新宿撲殺事件」）～2013年8月（「六本木クラブ襲撃事件」）、半グレ抗争 - 関東連合OB × 元極心連合会幹部が率いるグループ
- 2015年9月～継続中、山口組分裂抗争、六代目山口組 × 神戸山口組 × 絆會 × 池田組